# Tage Starck
Tage Erik Waldemar Starck, född 5 april 1907 i Karlskrona, död 7 augusti 1973 i Danderyd, var en svensk målare, tecknare och affischkonstnär.
Han var son till Karl Leonard Starck och Hilda Abrahamsson och från 1939 gift med skuptrisen Maj Starck född Ahlström. Han studerade konst vid Högre konstindustriella skolan 1929–1932 och vid Ollers målarskola 1932–1933 samt Otte Skölds målarskola 1933–1934 och under ett antal studieresor till bland annat Tyskland, Italien, Grekland och Turkiet. Separat ställde han ut i bland annat Karlskrona 1935 och han medverkade i samlingsutställningar med olika konstföreningar. Hans stafflikonst består av landskapsskildringar från Blekinge och Stockholmstrakten samt en stor mängd affischkonst. Tage Starck är begravd på Danderyds kyrkogård.